# Rakuten Mini
Rakuten Mini（らくてん ミニ）は、楽天モバイルが2020年1月に発売したAndroid搭載スマートフォンである。特徴は本体の小ささと軽さで、販売元の楽天モバイルはFeliCaチップ搭載のスマートフォンのうち、世界最小・最軽量級としている。製造は中国のTinno Mobile、輸入は同社子会社ウイコウ・ジャパンが担当。

## 概要
楽天子会社の楽天モバイルが移動体通信事業者 (MNO)として事業を開始するのに合わせて、同社独自の端末として発表されたスマートフォンである。2019年9月6日に行われたMNOとしての事業開始に関する発表会で、実機とともにデザインや仕様が発表されたが、発売日や価格は未定とされた。2020年1月23日に、2019年10月から開始した「無料サポータープログラム」の全参加者を対象とした先行販売を楽天モバイルショップ6店舗限定で同日より開始すると発表された。
スマートフォンとしての利便性を保ちつつ、小型軽量化を行っている。
日本において需要の高いおサイフケータイに 対応するため、FeliCaチップを搭載する。また、防滴(IPX2)・防塵(IP5X)性能を備える。
小さな画面でも操作性を損なわないよう、ホーム画面では独自のユーザーインタフェース (UI)を採用している。
将来的に利用者の通信事業者の変更に対する障壁を下げることを目的として、物理的なSIMカードの交換を必要とせず、携帯電話回線の契約情報等を含んだ通信プロファイルをインターネット経由で書き換えることのできるeSIMを採用し、また、SIMフリーとした。
2019年9月の発表時は「ナイトブラック」と「クールホワイト」の2種類の本体色が用意された。2020年1月の発売時には、楽天のイメージカラーである「クリムゾンレッド」が4月に追加されることが発表された。
| カラー | カラーネーム     |
| ------ | ---------------- |
|        | ナイトブラック   |
|        | クールホワイト   |
|        | クリムゾンレッド |

### 対応周波数帯
|                 | WCDMA                  | LTE                                | TD-LTE       |
| --------------- | ---------------------- | ---------------------------------- | ------------ |
| 発売当初        | Band I / VI / XIX      | Band 1 / 3 / 18 / 19 / 26 / 28     | Band 41      |
| 5月上旬以前出荷 | Band I / V / VI / XIX  | Band 1 / 3 / 5 / 18 / 19 / 26 / 28 | Band 38 / 41 |
| 5月上旬以降出荷 | Band IV / V / VI / XIX | Band 3 / 4 / 5 / 18 / 19 / 26 / 28 | Band 38 / 41 |

発表時、対応周波数帯について「WCDMA Band I / VI / XIX, LTE Band 1 / 3 / 18 / 19  / 26 / 28, TD-LTE Band 41」と説明され、この仕様で販売が開始されていた。しかし、告知なく対応周波数帯を変更していたことを、消費者からの多数の指摘を受け、2020年6月にウェブサイト上で公表した。変更は2度行われており、2度目の変更による製品の出荷は5月上旬に行われた。6月10日時点で市場に3種類の製品が混在しており、変更によって影響のある消費者に対して、製品の交換対応を行うとした。
変更の理由について楽天モバイルは、アメリカやヨーロッパでのローミングサービス改善のために仕様を変更して対応周波数帯を追加したものの、対応可能な周波数帯の数に上限があったために一部の周波数帯を除去したと説明している。また、変更は4月上旬に楽天モバイル社内で決定されたという。この変更に楽天モバイルが用いている周波数帯は含まれていないため、楽天モバイルの利用者に影響はないと楽天モバイルは説明しているが、楽天モバイル以外の事業者で端末を用いる際に消費者が不利益を被る可能性も指摘されている。
これに対して総務省は12日、変更後の端末について電波法に基づく工事設計認証に合致しないおそれがあるとして、楽天モバイルに対して報告を求めた。同日、楽天モバイルは変更後の端末について再度申請を行い、同一の工事設計認証番号を取得したことをメディアに公表している。楽天モバイルは26日、対応周波数の変更が行われたことと、認証番号が正しく表示されない端末があることについての説明をウェブサイトに掲載した。同日、総務省に報告を行い、7月10日に「法令の遵守及び利用者利益の保護」について文書による指導を受けた。また、7月2日に変更前の2種類の端末について販売終了したことを告知している。

### 年表
- 2019年（令和元年）
  - 9月6日 - 楽天モバイルより発表[4]。
- 2020年（令和2年）
  - 1月23日 - 楽天モバイルショップでの先行販売開始[1]。
  - 4月17日 - 本体色「クリムゾンレッド」の追加[22]。

## 比較
2018年にアメリカでパームから発売され、2019年4月から日本でも販売されているPalm Phoneとは小さいスマートフォンという点で共通し、度々比較される。Palm PhoneはRakuten Miniよりも小さく軽い。Rakuten MiniはFelicaチップやより容量の大きいバッテリーを搭載する一方、Palm Phoneは別のスマートフォンの子機のように使える機能を備えるなど、異なった性格付けがなされている。
また、その小ささからiPhoneシリーズの中でも長らく人気を保っているiPhone SE (第1世代)が 引き合いに出されることもある。
|                       | Rakuten Mini   | Palm Phone     | iPhone SE      |
| --------------------- | -------------- | -------------- | -------------- |
| 横幅 (mm)             | 53.4           | 50.6           | 58.6           |
| 高さ (mm)             | 106.2          | 96.6           | 123.8          |
| 厚さ (mm)             | 8.6            | 7.4            | 7.6            |
| 重量 (g)              | 79             | 62.5           | 113            |
| 画面サイズ (インチ)   | 3.6            | 3.3            | 4              |
| 画面解像度 (ピクセル) | 1,280 × 720    | 1,280 × 720    | 1,136 x 640    |
| バッテリー容量 (mAh)  | 1,250          | 800            | 1,624          |
| 発売日                | 2020年1月23日  | 2018年11月2日  | 2016年3月31日  |
| OS                    | Android 9      | Android 8.1    | iOS 9 → iOS 15 |
| SoC                   | Snapdragon 439 | Snapdragon 435 | Apple A9       |
| SIM                   | eSIM           | ナノSIM        | ナノSIM        |
| 防水/防塵             | IPX2 / IP5X    | IP68           | -              |
| FeliCa                | 対応           | -              | -              |
| 出典                  | [ 11 ]         | [ 26 ]         | [ 27 ]         |